# Laurel (Montana)
Laurel és una població dels Estats Units a l'estat de Montana. Segons el cens del 2000 tenia 6.255 habitants.

## Demografia
Segons el cens del 2000, Laurel tenia 6.255 habitants, 2.529 habitatges, i 1.739 famílies. La densitat de població era de 1.284,6 habitants per km².
Dels 2.529 habitatges en un 32,6% hi vivien nens de menys de 18 anys, en un 54,6% hi vivien parelles casades, en un 10,1% dones solteres, i en un 31,2% no eren unitats familiars. En el 27,7% dels habitatges hi vivien persones soles el 14,6% de les quals corresponia a persones de 65 anys o més que vivien soles. El nombre mitjà de persones vivint en cada habitatge era de 2,44 i el nombre mitjà de persones que vivien en cada família era de 2,96.
Per edats la població es repartia de la següent manera: un 25,9% tenia menys de 18 anys, un 7,9% entre 18 i 24, un 27,2% entre 25 i 44, un 22,2% de 45 a 60 i un 16,8% 65 anys o més.
L'edat mediana era de 38 anys. Per cada 100 dones de 18 o més anys hi havia 89 homes.
La renda mediana per habitatge era de 32.679 $ i la renda mediana per família de 40.068 $. Els homes tenien una renda mediana de 33.370 $ mentre que les dones 17.201 $. La renda per capita de la població era de 16.953 $. Aproximadament el 7,9% de les famílies i el 10,8% de la població estaven per davall del llindar de pobresa.

## Poblacions més properes
El següent diagrama mostra les poblacions més properes.